# يوتا هوفمان
يوتا هوفمان (بالألمانية: Jutta Hoffmann )‏ (من مواليد 1941) هي ممثلة مسرحية، وممثلة أفلام ألمانية، ولدت في ولاية ساكسونيا-أنهالت الألمانية بمدينة هاله، بدأت مشوارها المهني سنة 1960.

## جوائز
حصلت على جوائز منها:
- الجائزة الوطنية لجمهورية ألمانيا الديمقراطية.

## وصلات خارجية
- يوتا هوفمان على موقع IMDb (الإنجليزية)
- يوتا هوفمان على موقع مونزينجر (الألمانية)
- يوتا هوفمان على موقع ألو سيني (الفرنسية)
- يوتا هوفمان على موقع ميوزك برينز (الإنجليزية)
- يوتا هوفمان على موقع أول موفي (الإنجليزية)
- يوتا هوفمان على موقع قاعدة بيانات الأفلام السويدية (السويدية)
- يوتا هوفمان على موقع قاعدة بيانات الفيلم (الإنجليزية)
- يوتا هوفمان على موقع كينوبويسك (الروسية)